# Sopatros von Apameia
Sopatros von Apameia (altgriechisch Σώπατρος Sōpatros, lateinisch Sopater; † zwischen 330 und 337 in Konstantinopel) war ein spätantiker Philosoph der neuplatonischen Richtung. Zur Unterscheidung von einem gleichnamigen jüngeren Philosophen aus Apameia wird er in der Forschung manchmal Sopatros 1 genannt.

## Leben
Sopatros stammte aus Apameia am Orontes, der Stadt, in der sich sehr wahrscheinlich die Schule des berühmten neuplatonischen Philosophen Iamblichos von Chalkis befand. Er wurde ein Schüler des Iamblichos. Neben seiner philosophischen Aktivität betätigte er sich auch politisch; er begab sich an den Hof des Kaisers Licinius, wahrscheinlich im Auftrag des Iamblichos oder als Gesandter der Stadt Apameia. Nach dem Tod des Iamblichos (um 320/325) waren Sopatros und Aidesios die angesehensten Persönlichkeiten in der Schule, deren Leitung anscheinend zunächst Sopatros übernahm. Doch bald überließ Sopatros diese Aufgabe Aidesios und suchte den Hof Konstantins des Großen auf, um dort seine politischen Ziele zu verfolgen.
Am Hof Konstantins erlangte Sopatros nach dem Bericht des Geschichtsschreibers Eunapios von Sardes, der ihn in seiner Schrift Lebensbeschreibungen der Philosophen und der Sophisten behandelt, als Ratgeber des Kaisers großen Einfluss. Eunapios schreibt, Sopatros habe den unbesonnenen Herrscher mit Argumenten zu vernünftigem Verhalten bewegen wollen. Konstantin habe ihn so geschätzt, dass er ihn öffentlich zu seiner Rechten sitzen ließ. Allerdings muss damit gerechnet werden, dass Eunapios die politische Bedeutung des Sopatros übertreibt. Bei der Einweihung der neuen kaiserlichen Residenzstadt Konstantinopel im Jahr 330 wirkte Sopatros als „Einweihender“ (telestḗs) mit, führte also eine religiöse Zeremonie aus. Offenbar vollzog er ein Ritual der alten paganen Religion, deren Anhänger er war. In der Folgezeit geriet er in einen Gegensatz zu den starken christlichen Kräften am Hof. Unklar ist, inwieweit in seinem Konflikt mit dem Praefectus praetorio Ablabius, einem eifrigen Christen, und anderen Höflingen der religiöse Gegensatz eine Rolle spielte. Nach der Einschätzung des Eunapios und des Geschichtsschreibers Zosimos handelte es sich um eine Hofintrige neidischer Gegner des Philosophen.
Als in Konstantinopel eine Verknappung des Getreides eintrat, da die Zufuhr zeitweilig unterbrochen war, wurde Sopatros von seinen Gegnern beschuldigt, die Winde magisch beeinflusst zu haben und so das Eintreffen der Getreideschiffe zu verhindern. Außerdem warf man ihm vor, dank seiner Schlauheit „auf dem kaiserlichen Thron zu sitzen“, das heißt mit seiner Machtstellung die kaiserliche Autorität zu gefährden. Es gelang Ablabius, das Misstrauen des Kaisers zu wecken, und Konstantin ließ Sopatros hinrichten.
Sopatros hatte Nachkommen, zu denen wahrscheinlich ein gleichnamiger Philosoph zählte, der um 360 in Apameia lebte und vermutlich sein Sohn war. An diesen jüngeren Sopatros richtete Libanios, mit dem er verwandt war, einige Briefe, in anderen Briefen erwähnte er ihn. Der jüngere Sopatros (in der Forschung Sopatros 2 genannt) hatte einen Bruder namens Himerios, dem er einen philosophischen Brief über gute Amtsführung schrieb; offenbar hatte Himerios ein höheres Amt inne.
In einem Brief Kaiser Julians wird ein Schwiegersohn des älteren Sopatros gelobt, der 363 in Hierapolis lebte und dort der Gastgeber Julians war.

## Werke
In der Suda, einem byzantinischen Lexikon, wird Sopatros eine ansonsten unbekannte Abhandlung zugeschrieben, deren Titel lautete: „Über die Vorsehung und diejenigen, denen unverdientes Glück oder Unglück zuteil wird“.

## Rezeption
Eunapios, ein entschiedener Gegner des Christentums und scharfer Kritiker Konstantins des Großen, schildert Sopatros als eine bedeutende Persönlichkeit, die sich nicht mit gewöhnlichen Leuten abgab. Er vermeidet es, den religiösen Aspekt des Konflikts am Hof zu thematisieren. Das Schicksal des Sopatros vergleicht er mit dem des Sokrates, der das Musterbeispiel eines aus niedrigen Beweggründen verleumdeten und zu Unrecht hingerichteten Philosophen war. Mit Befriedigung erzählt er, wie Sopatros’ Hauptgegner Ablabius später ein unrühmliches Ende fand.
Der Geschichtsschreiber Sozomenos behauptet, Sopatros sei von seinen Zeitgenossen als der gelehrteste Mann in Griechenland betrachtet worden. Sozomenos erzählt eine Legende, die er selbst als unhistorisch betrachtet und antichristlichen Kreisen zuschreibt, die das Christentum verunglimpfen wollten. Demnach bereute Kaiser Konstantin, dass er die Ermordung einiger seiner Verwandten veranlasst und insbesondere den Mord an seinem Sohn Crispus gebilligt hatte. Er fragte Sopatros, wie er diese Taten sühnen könne. Sopatros antwortete, dass es dafür keine Sühne gebe. Dann wandte sich der Kaiser an Bischöfe und erfuhr von ihnen, dass er im Christentum von seiner Sünde gereinigt werden könne. Daraufhin nahm Konstantin die christliche Religion an und veranlasste auch seine Untertanen zum selben Schritt.